# شارع بلس

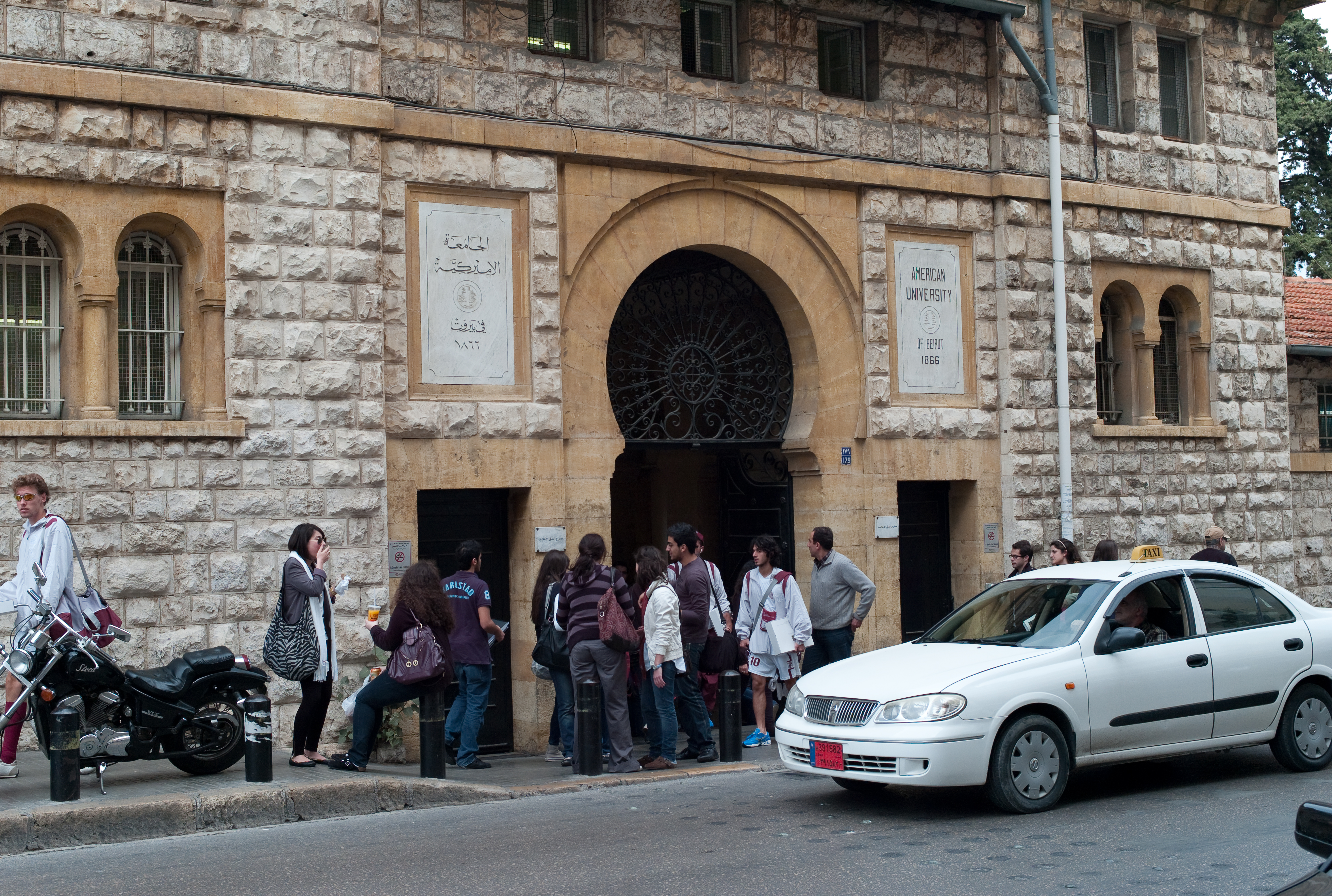
مدخل الجامعة الأميركية في بيروت في شارع بلس في رأس بيروت

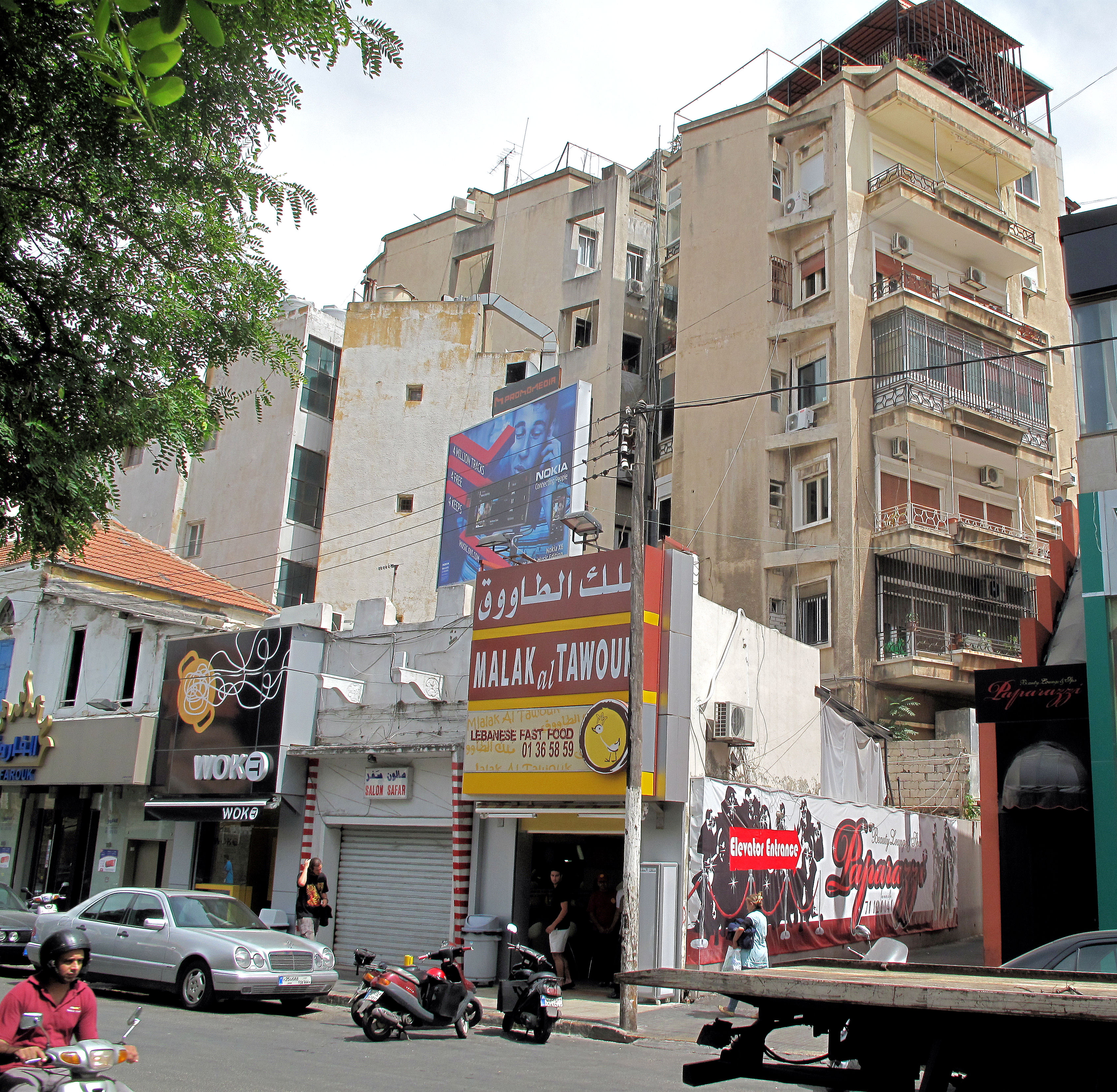
إطلالة الشركات جنبا إلى جنب شارع بلس

شارغ بلس هو واحد من الشوارع الرئيسية في منطقة الحمرا في رأس بيروت من بيروت العاصمة اللبنانية وهو مواز لشارع الحمرا ، ومساره من الشرق  إلى الغرب، ويتصل بشارع كليمنصو في الشرق وينتهي في شارع الجنرال ديغول الذي يمتد على طول ساحل البحر الأبيض المتوسط. سمي الشارع تخليدا لذكرى الدكتور دانيال بليس ، المبشر الأمريكي الذي أسس الجامعة الأمريكية في بيروت. وكان الترام يمر به قبل اغلاقه منتصف الستينات من القرن العشرين ليتوقف أمام البوابة الرئيسية للجامعة الأميركية في بيروت.
تقع الجامعة الأميركية على الجهة الغربية من الشارع بينما تصطف العديد من المعالم التاريخية والمباني التجارية والمقاهي والمطاعم والحانات وكذلك المكتبات على الجهة الشرقية منه.يضم شارع بلس واحدا من أكبر للمطاعم في بيروت، مثل رودستر و Urbanista ، بالإضافة إلى العم سام وبلس هاوس،  التي تلبي احتياجات طلاب الجامعة وسكان المنطقة الذين يتسكعون في الشارع.

## في الأدب
- ذكر الشارع في رواية «نيفر باي بلد» لنويل كارول.

## معرض الصور

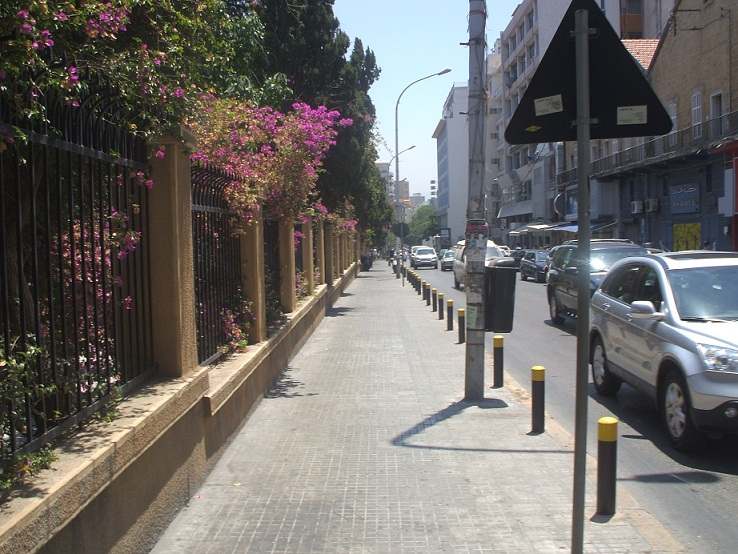
الشارع من جهة الغربية ويبدو سور الجامعة الأميركية
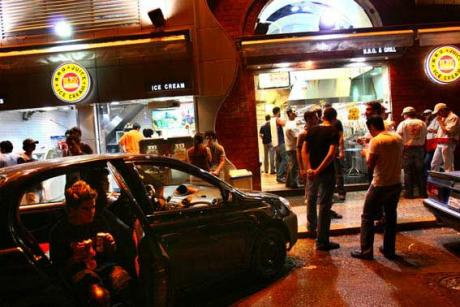
الشارع من جهة الشرقية ويبدو أحد المطاعم